# Tabland

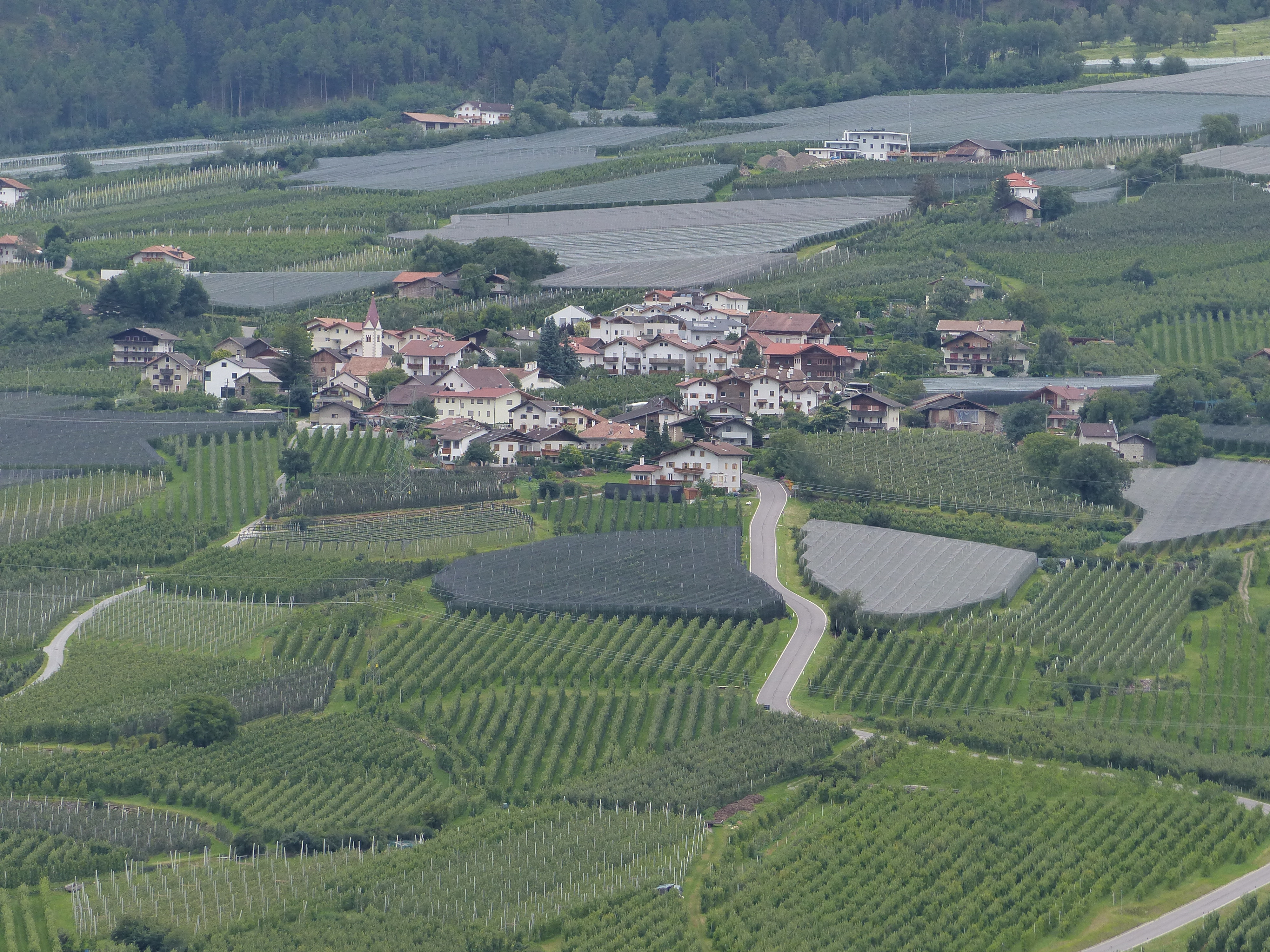
Ansicht von Tabland

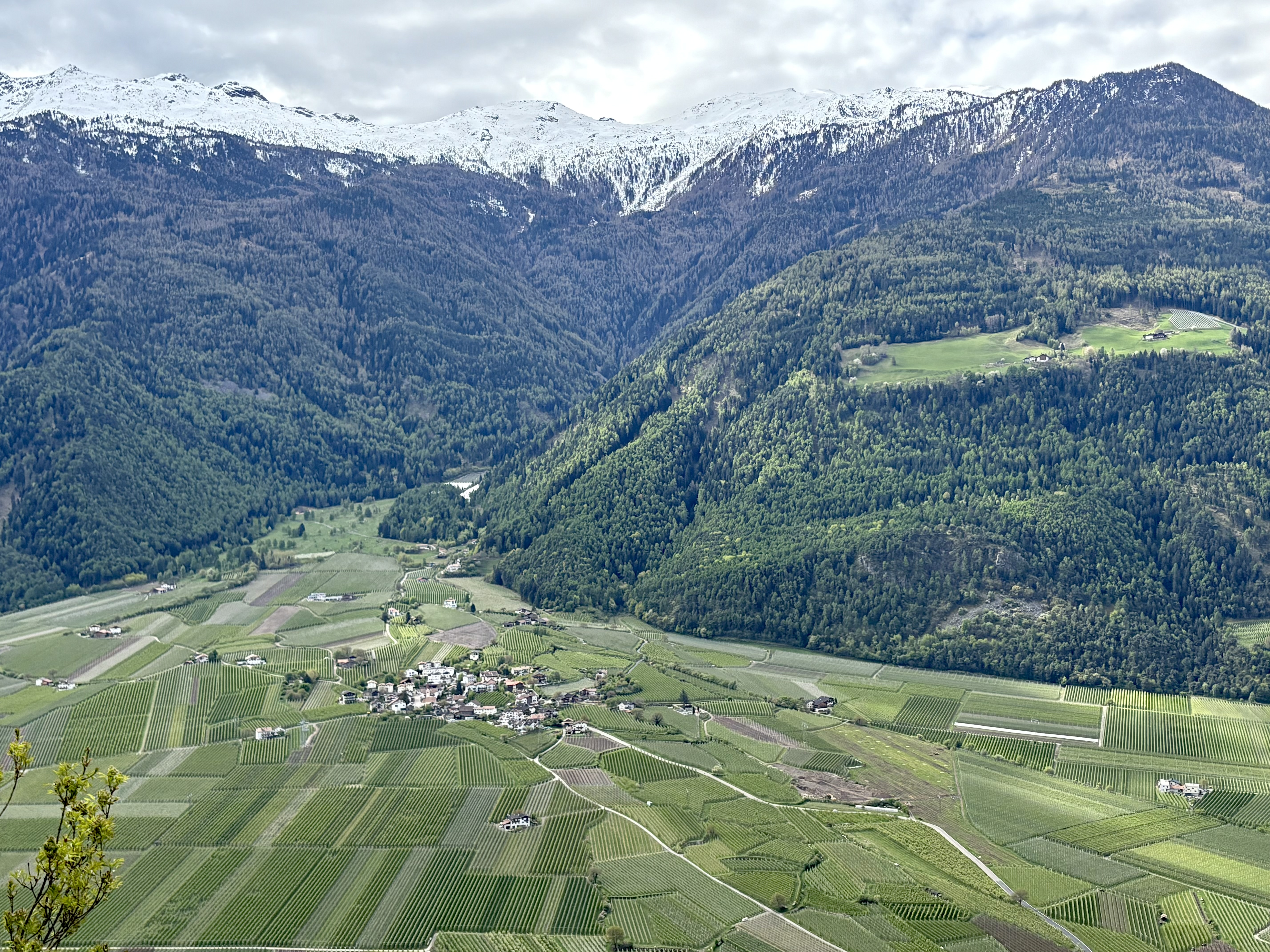
Tabland 2025

Tabland ist eine Fraktion der Gemeinde Naturns im unteren Vinschgau in Südtirol (Italien). Das Dorf hat etwa 280 Einwohner. Tabland liegt auf 670 m Meereshöhe auf der orographisch rechten Seite des Etschtals auf einem fruchtbaren Schwemmkegel am Fuße des Nörderbergs und am Ausgang des Schleidertals.

## Geschichte
Das Dorf war seit der ersten Erwähnung im Jahr 1271 als Tablat zusammen mit einem Weiler namens Neunhöfe eine eigene Gemeinde. Der Name geht auf lateinisch tabulatum ‚Heustadel‘ zurück. 1899 gab es während einer Prozession einen Dorfbrand, dem 70 % der Häuser zum Opfer fielen. Dank großzügiger Spenden konnte Tabland wieder aufgebaut werden. 1928 fiel das bis dato eigenständige Tabland an die Marktgemeinde Naturns. Die Kirche Tablands gehörte bis 1987 zu Tschars, danach erfolgte die Einrichtung einer eigenen Pfarrei. In den 1980er Jahren zogen viele Leute wegen der fehlenden Infrastrukturen fort. Die Einwohner- und Schülerzahl sank drastisch. Zur Jahrtausendwende hatte Tabland nur mehr 200 Einwohner. Seit einigen Jahren bemüht sich die Gemeinde, das Dorf wiederzubeleben. So wurde im Sommer 2010 das ehemalige Pfarrhaus zu einem Mehrzweckhaus umgebaut. Auch wurde ein Gebäude errichtet, in dem man einen Laden ansiedeln kann.

## Öffentliche Gebäude
Es existiert eine Grundschule für die deutsche Sprachgruppe mit einer Mehrzweckhalle und einigen Räumen für Chöre etc.

## Kirche

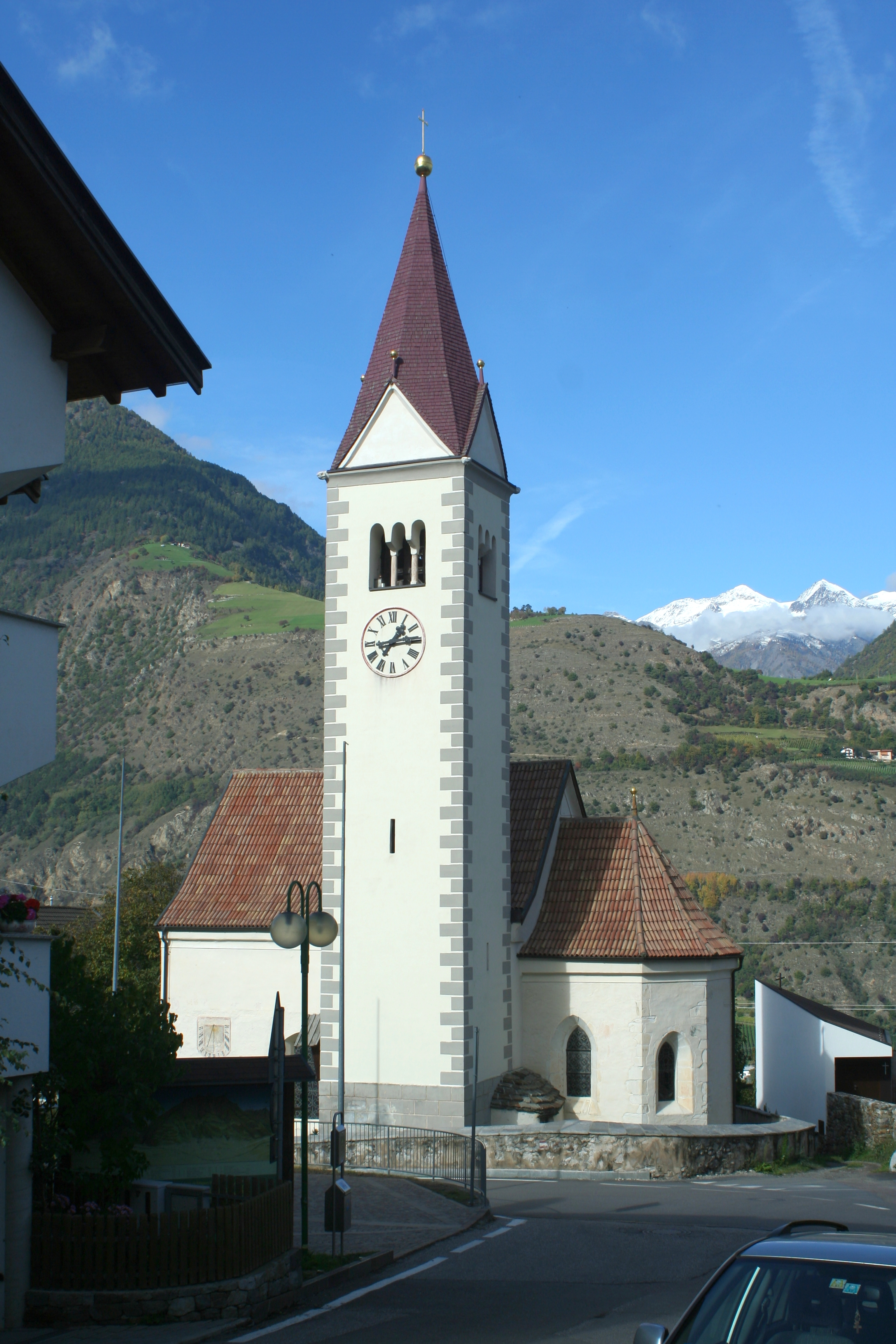
St. Nikolaus

Die Tablander Kirche ist dem heiligen Nikolaus von Myra geweiht und reicht mindestens bis ins Jahr 1369 zurück (Ersterwähnung). Der Turm und die Langhausmauern stammen aber aus romanischer Zeit. 1493, also in spätgotischer Zeit, wurden der Chor und das Spitzbogenportal angebracht. Später wurde die Kirche barockisiert. Nach dem Dorfbrand wurde sie erneuert. Sehenswert ist der Flügelaltar aus der Werkstatt Hans Schnatterpecks.